# Barcarolle (Chopin)

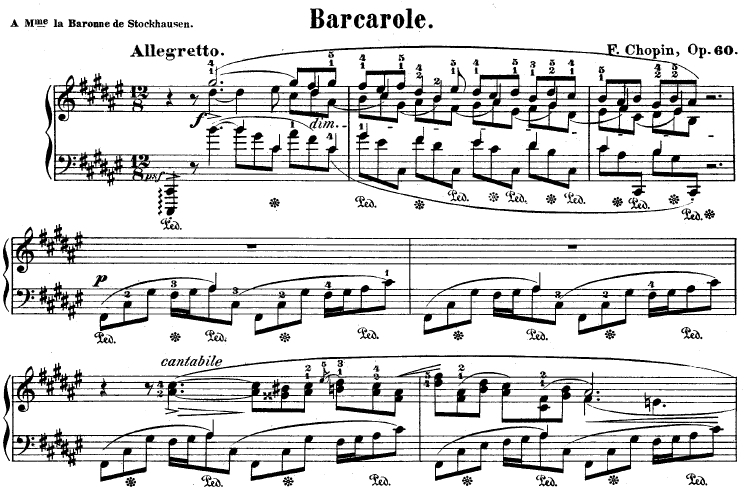
Đoạn mở đầu của bản Barcarole

Barcarolle trên cung Fa thăng trưởng, Op.60 là một đoạn độc tấu piano của Frédéric Chopin, sáng tác từ mùa thu năm 1845 đến mùa hè năm 1846. Được viết dưới thể barcarolle, nên nó có đặc trưng bởi âm điệu lãng mạn đều đều và một chút tiếc nuối. Hầu hết phần kỹ thuật cho tay phải là đoạn 3 và 6.
Đây là một trong những sáng tác lớn cuối cùng của Chopin, cùng với Op.61 Polonaise-Fantasie của ông. Nó được coi là một trong những sáng tác bị đòi hỏi khắt khe nhất của ông. Thời gian thực hiện trung bình 7-9 phút.
Xem Đặng Thái Sơn biểu diễn bài này tại Vác-xa-va trong cuộc thi Chopin quốc tế năm 1980 ở phần liên kết ngoài.